# Praha 5
Praha 5 označuje jednotku několika způsobů členění hlavního města Prahy, které mají pokaždé jiné územní vymezení.
Městská část Praha 5 je jednotka místní samosprávy územně členěného statutárního města Prahy, která je spravována voleným zastupitelstvem, radou a úřadem městské části. Prahu 5 v tomto rozsahu tvoří celá katastrální území Hlubočepy, Košíře, Motol, Radlice a Smíchov a části katastrálních území Jinonice, Malá Strana a Břevnov.
Správní obvod Praha 5 je území, na kterém vykonává městská část Praha 5 (jednotka územní samosprávy) určitý rozsah státní správy v přenesené působnosti. Územně spadá do této kompetence úřadu městské části Praha 5 i městská část Praha-Slivenec.
Obvod Praha 5 je jednotka územního členění státu na podobné úrovni jako okres. Funguje na ní řada článků řízení z jiných než administrativně správních oblastí (např. Obvodní soud pro Prahu 5). Městský obvod Praha 5 tvoří městské části Praha 5, Praha 13 (k. ú. Stodůlky, Jinonice, Třebonice a Řeporyje), Praha 16 (k. ú. Radotín), Praha-Lipence, Praha-Lochkov, Praha-Řeporyje, Praha-Slivenec, Praha-Velká Chuchle, Praha-Zbraslav a Praha-Zličín (na nich stejnojmenná k. ú.). Obvod se spádovým centrem na Smíchově byl ustaven zákonem o územním členění státu s účinností od 1. července 1960 jako jeden z 10 městských obvodů, v letech 1968 a 1974 byl rozšířen o obce připojované k Praze. Od roku 1990 byl předefinován výčtem městských částí.

## Městská část Praha 5

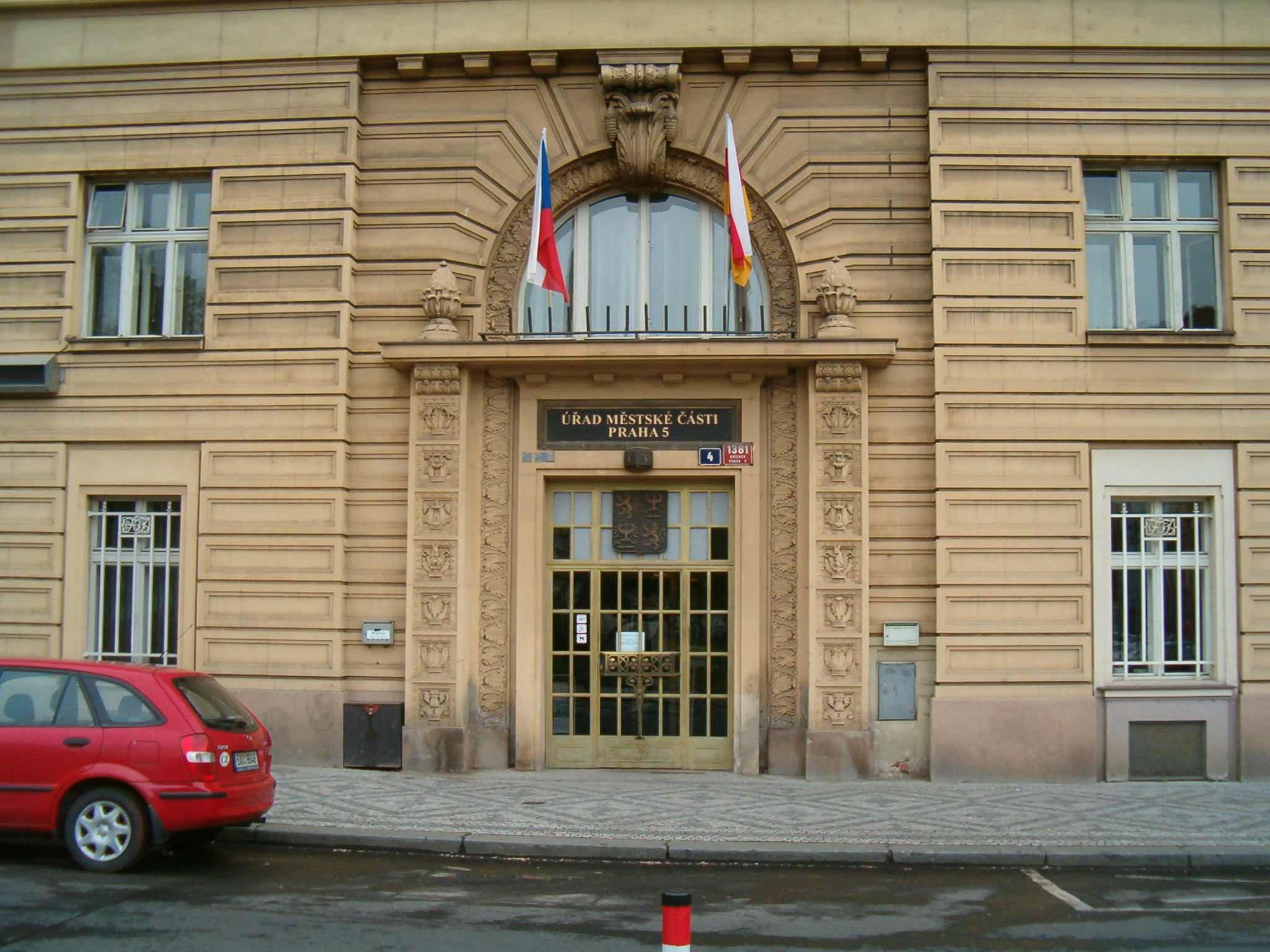
Vstup do radnice Prahy 5

### Popis
Praha se člení na celkem 57 městských částí. Městské části poprvé stanovil s účinností od 24. listopadu 1990 dnes již zrušený zákon č. 418/1990 Sb., o hlavním městě Praze. Postavení a působnost městských částí v současné době upravuje zákon č. 131/2000 Sb., o hlavním městě Praze, zvláštní zákon a obecně závazná vyhláška č. 55/2000 Sb. hl. m. Prahy. Městská část je samostatný celek spravovaný voleným zastupitelstvem, radou a úřadem městské části. Stejně jako hlavní město Praha i každá městská část sama hospodaří s vlastním rozpočtem, který je sestavován individuálně dle potřeb dané městské části.
Její území zahrnuje centrální část městského obvodu Praha 5 (bez území obcí připojených k Praze od roku 1968). Zahrnuje celá katastrální území Smíchov, Hlubočepy (včetně Barrandova a Zlíchova), Radlice, Košíře, Motol, převážnou část Jinonic, 4 % území Malé Strany (pár bloků domů, jež byly původně částí původní osady Újezd, dnes je tato část ohraničena Janáčkovým nábřežím a ulicemi Vítězná, Petřínská, Mělnická, Plaská, a část mostu Legií), nepatrnou část Břevnova.
Přirozeným dopravním, obchodním a společenským centrem obvodu i městské části je okolí smíchovské křižovatky Anděl, které od 80. let 20. století prošlo dvěma vlnami modernizace. Dopravní spojení s centrem zajišťuje především linka B pražského metra, ale i tramvajové linky a další druhy dopravy (železnice, autobusy). Páteřemi území jsou Plzeňská ulice k západu, Štefánikova, Nádražní a Strakonická podél řeky k jihu a Radlická a Barrandovská do kopců na jihozápad.
V Praze 5 sídlí i různá vzdělávací střediska a školy. Například ZŠ a MŠ Kořenského, ZŠ a MŠ U Santošky, ZŠ Radlická, FZŠ Drtinova, nebo také ZŠ Nepomucká, ze středních škol zde sídlí Gymnázium Christiana Dopplera, Gymnázium Na Zatlance, Gymnázium Nad Kavalírkou, Gymnázium Oty Pavla, Gymnázium Jaroslava Heyrovského či SPŠ Preslova.
Praha 5 byla první pražskou městskou částí, která svým občanům nabídla wifi připojení k internetu zdarma.[zdroj?]
Městská část Praha 5 sousedí s městskými částmi Praha 6, Praha 17 (Řepy), Praha 13, Praha-Slivenec, Praha-Velká Chuchle, Praha 4, Praha 2 a Praha 1.

### Zastupitelstvo
| Koalice (21) | Koalice (21)                                        | Koalice (21) | Opozice (20) | Opozice (20)                            | Opozice (20)       |
| PRAHA 5 SOBĚ · PRAHA 5 SOBĚ · PRAHA 5 SOBĚ · PRAHA 5 SOBĚ · PRAHA 5 SOBĚ · PRAHA 5 SOBĚ · PRAHA 5 SOBĚ · PRAHA 5 SOBĚ · PRAHA 5 SOBĚ · PRAHA 5 SOBĚ | Piráti · Piráti · Piráti · Piráti · Piráti · Piráti | SEN 21 pro Prahu 5 a SPDV · SEN 21 pro Prahu 5 a SPDV · SEN 21 pro Prahu 5 a SPDV · SEN 21 pro Prahu 5 a SPDV · SEN 21 pro Prahu 5 a SPDV | SPOLEČNĚ PRO PRAHU 5 (ODS a TOP 09) · SPOLEČNĚ PRO PRAHU 5 (ODS a TOP 09) · SPOLEČNĚ PRO PRAHU 5 (ODS a TOP 09) · SPOLEČNĚ PRO PRAHU 5 (ODS a TOP 09) · SPOLEČNĚ PRO PRAHU 5 (ODS a TOP 09) · SPOLEČNĚ PRO PRAHU 5 (ODS a TOP 09) · SPOLEČNĚ PRO PRAHU 5 (ODS a TOP 09) · SPOLEČNĚ PRO PRAHU 5 (ODS a TOP 09) · SPOLEČNĚ PRO PRAHU 5 (ODS a TOP 09) · SPOLEČNĚ PRO PRAHU 5 (ODS a TOP 09) | ANO · ANO · ANO · ANO · ANO · ANO · ANO | STAN · STAN · STAN |

## Správní obvod Praha 5
Městská část Praha 5 vykonává některé přenesené působnosti státní správy i pro městskou část Praha-Slivenec. Území těchto dvou městských částí je tak společně jedním z 22 pražských správních obvodů podle systému zavedeného 1. ledna 2002, tzv. správním obvodem Praha 5.

## Obvod Praha 5
Od 11. dubna 1960 zákon č. 36/1960 Sb. vymezil v Praze 10 obvodů. Jedním z nich je i obvod Praha 5. Ten vznikl v podstatě sloučením dosavadních obvodů Praha 16 a Praha 4 z roku 1949, které byly nástupníky obvodu Praha XVI - Smíchov a Praha XVII - Košíře z roku 1923. Tvořily jej tak Smíchov, Košíře, Motol, Radlice, Jinonice, Hlubočepy a Malá Chuchle.
K 1. lednu 1968 se obvod rozšířil o nově připojené obce Velká Chuchle, Lahovice, část Holyně, město Zbraslav, a obec Zličín (včetně Sobína). Roku 1970 byly připojeny k pražským katastrálním územím části katastrálních území několika sousedících mimopražských obcí pro účely letiště Ruzyně. V rámci rozšiřování Prahy zákonem ČNR č. 31/1974 Sb. od 1. července 1974 přibyly do Prahy 5 obce Zadní Kopanina, Lipence, Lochkov, město Radotín, městys Řeporyje (včetně Zadní Kopaniny), Slivenec (včetně zbytku Holyně), Stodůlky, Třebonice.
V současné době obvod zahrnuje městské části Praha 5, Praha-Slivenec, Praha 13, Praha-Řeporyje, Praha 16, Praha-Lipence, Praha-Lochkov, Praha-Velká Chuchle, Praha-Zbraslav, Praha-Zličín.
Obvod Praha 5 sousedí s pražskými městskými obvody Praha 1, Praha 2, Praha 4 a Praha 6 a s územím obcí Hostivice, Chrášťany, Jinočany, Zbuzany, Ořech, Kosoř, Černošice, Jíloviště, Vrané nad Vltavou, Zvole a Dolní Břežany v okrese Praha-západ.
Od roku 1995 není obvod jednotkou územní samosprávy ani obecné státní správy, ale je značen na tabulích územní orientace a jsou podle něj nadále organizovány například justice, finanční úřady nebo pošta. Na území obvodu Praha 5 jsou 3 z 22 správních obvodů přenesené působností podle systému zavedeného 1. ledna 2002 (Praha 5, 13 a 16), městská část Praha-Zličín spadá do správního obvodu městské částí Praha 17 patřící do sousedního městského obvodu Praha 6.

## Seznam vedení Prahy 5
Předsedové Místního národního výboru
- 1960–1970: František Macháček (KSČ)
- 1970–1989: Milan Suchý (KSČ)
- 1989–1990: Ivan Pšenička (KSČ)

Starostové
- 1990–1991: Oldřich Šiška (OF)
- 1991–1994: Petr Syrový (ODS)
- 1994–1998: Arnošt Bělohlávek (ODS)
- 1998–2002: Miroslav Škaloud (ODS)
- 2002–2010: Milan Jančík (ODS)
- 2010–2012: Radek Klíma (TOP 09)
- 2012–2014: Miroslav Zelený (UNP)
- 2014–2017: Radek Klíma (TOP 09)
- 2017–2018: Pavel Richter (TOP 09)
- 2018–2019: Daniel Mazur (Piráti)
- 2019–2022: Renáta Zajíčková (ODS)
- 2022-2023: Jaroslav Pašmik (Praha 5 sobě)
- 2023-12/2024: Radka Šimková (Praha 5 sobě)
- od 15. 4. 2025: Lukáš Herold (ODS) 12/2024 – 15. 4. 2025 pověřen řízením